# Walter Savage Landor

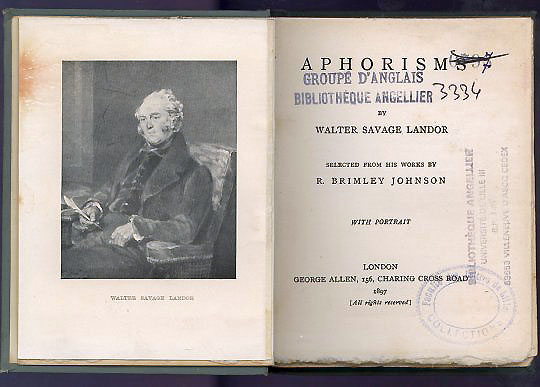
Walter Savage Landor

Walter Savage Landor (ur. 1775, zm. 1864) – angielski pisarz, którego twórczość łączy klasycystyczną fascynację antykiem z romantyczną wrażliwością. 
Jego rodzicami byli Walter Landor i jego druga żona Elizabeth, córka Charlesa Savage’a. Jego Dialogi fikcyjne (Imaginary conversations, 1824-29) to pisane prozą rozmowy prowadzone przez postaci historyczne. Pochowany na Cimitero degli Inglesi we Florencji. Pisał także po łacinie. Niektóre utwory tworzył w dwóch wersjach językowych. Jest autorem poematu Gebir.